# Občina Piran
Občina Piran (italijansko Comune di Pirano) je ena od štirih istrskih občin v Republiki Sloveniji. Občina je uradno dvojezična, v njej živi manjša italijanska skupnost. 

## Naselja Občine Piran
Občina zajema naselja: Dragonja/Dragogna, Lucija/Lucia, Nova vas/Villanova di Pirano, Padna/Padena, Parecag/Parezzago, Piran/Pirano, Portorož/Portorose, Seča/Sezza, Sečovlje/Sicciole, Strunjan/Strugnano in Sveti Peter/San Pietro dell'Amata.

## Občinska uprava

### Status občine
Občina si je prizadevala pridobiti status mestne občine. Vlada Republike Slovenije je 2. julija 2009 zavrnila ta predlog in ostalih 9 občin, ker niso izpolnjevale dveh pogojev: najmanj 20.000 prebivalcev in 15.000 delovnih mest.

### Občinsko glasilo
Občina Piran enkrat mesečno izdaja dvojezično lokalno glasilo Solni Cvet / L'afrioreto, katerega brezplačen izvod prejme vsako gospodinjstvo. Z njim občane redno informira o aktivnostih občine in župana, o občinskih investicijah, o aktualnih dogodkih v občini na področju kulture, o delovanju društev, kulturni dediščini, vzgoji in izobraževanju, delovanju italijanske skupnosti, o umetnosti in športu.

## Geografski položaj
Na zahodu Občina Piran meji na Piranski zaliv, na severu in severovzhodu na občino Izola, na vzhodu na Mestno občino Koper, ter na jugu na Republiko Hrvaško oz. občino Umag.

### Teritorialna delitev (krajevne skupnosti)
Občina Piran se deli na krajevne skupnosti: Piran, Portorož, Lucija, Strunjan, Sečovlje, ter v hribovitem zaledju Nova vas, Padna in Sveti Peter.

## Javni zavodi Občine Piran
- Avditorij Portorož
- Javno komunalno podjetje Okolje Piran

## Naselja v občini
|     | slika | ime naselja           | italijansko ime naselja | nekdanje ljudsko ime     |
| --- | ----- | --------------------- | ----------------------- | ------------------------ |
| 1.  |       | Dragonja              | Dragogna                |                          |
| 2.  |       | Lucija                | Lucia                   | Santa Lucia / sv. Lucija |
| 3.  |       | Nova vas nad Dragonjo | Villanova di Pirano     | Nova vas                 |
| 4.  |       | Padna                 | Padena                  |                          |
| 5.  |       | Parecag               | Parezzago               |                          |
| 6.  |       | Piran                 | Pirano                  |                          |
| 7.  |       | Portorož              | Portorose               |                          |
| 8.  |       | Seča                  | Sezza                   | San Bartolo / sv. Jernej |
| 9.  |       | Sečovlje              | Sicciole                |                          |
| 10. |       | Strunjan              | Strugnano               |                          |
| 11. |       | Sveti Peter           | San Pietro dell'Amata   | Šupeter                  |

## Častni občani
- Boris Podrecca, arhitekt
- Anton Nino Spinelli
- Tončka Senčar
- Dragan Sakan

## Prijateljska mesta/občine
- Vis,  Hrvaška (1973)
- Oglej,  Italija (1977)
- Ohrid,  Severna Makedonija (1981)
- Bjugn,  Norveška (1985)
- Castel Goffredo,  Italija
- Indianapolis,  ZDA (2001)
- Valetta,  Malta (2002)
- Acqualagna,  Italija (2003)
- Mangalija,  Romunija (2012)
- Porano,  Italija (2012)
- Karşıyaka,  Turčija (2013)
- Žitara vas,  Avstrija (2017)
- Tivat,  Črna Gora (2018)